# Публий Дуцений Вер
Пу́блий Дуце́ний Вер (лат. Publius Ducenius Verus; умер, предположительно, после 101/102 года) — древнеримский политический деятель из плебейского рода Дуцениев, консул-суффект 95 года.

## Биография
Публий принадлежал к неименитому плебейскому роду, происходившему, согласно предположению крупного британского учёного Р. Сайма, из Патавия. Впрочем, о его представителях известно только благодаря эпиграфическим источникам.
О гражданско-политической деятельности Публия известно только то, что в 95 году он занимал должность консула-суффекта совместно с Авлом Буцием Лаппием Максимом. Впрочем, он также идентифицируется с членом коллегии понтификов 101 или 102 года, носившим имя Публий Дуцений.

## Примечание
1. ↑  Syme R. The Eight Consuls from Patavium // Papers of The British School at Rome. — 1983. — № LI — Pp. 102—124.